# Guillaume Laforgue
Pas d'image ? Cliquez ici

a Compétitions nationales et continentales officielles uniquement.

b Matchs officiels uniquement.
Dernière mise à jour le 28 mars 2025.
Guillaume Laforgue, né le 24 août 1990, est un joueur français de rugby à XV évoluant aux postes d'arrière et de demi de mêlée.

## Carrière
Guillaume Laforgue débute le rugby à l'âge de sept ans. Il intègre le centre de formation de l'Union Bordeaux Bègles en 2009. Il devient le capitaine de l'équipe espoir lors de sa dernière saison au club.
Il participe au Tournoi des Six Nations des moins de 20 ans en 2010 avec l'équipe de France des moins de 20 ans au côté de Brice Dulin, Jean-Marc Doussain et Romain Taofifénua.
Il fait ses débuts professionnels avec Bordeaux Bègles, lors de la première journée de la saison 2011-2012 de Top 14, face au Stade français.
Il s'engage en Fédérale 2 avec Soyaux Angoulême en 2012. Après avoir participé à la montée en Fédérale 1 en 2013, il contribue à celle en Pro D2 en 2016.
Guillaume Laforgue intègre le staff de Soyaux Angoulême XV en 2021 en tant qu'entraîneur des skills au côté de Vincent Etcheto et Tanguy Kerdrain, tout en conservant sa licence de joueur pour une dernière saison. Il met un terme à sa carrière de joueur en juin 2022.

## Palmarès
Néant.